# European Traditional Sports and Game Association
L’Association Européenne des Jeux et Sports Traditionnels (Francese) o European Traditional Sports and Game Association (Inglese) - in italiano Associazione Europea dei Giochi e Sport Tradizionali, in spagnolo Associaciòn Europea de Juegos y Deportes Tradicionales), meglio nota con l'acronimo di AEJeST o ETSGA, è una confederazione o piattaforma dei cosiddetti "giochi e sport tradizionali".
https://aejest.com/es/

## Federazioni fondatori
Questa lista è suscettibile di variazioni e potrebbe essere incompleta o non aggiornata.

| Federazione                                      | Nome locale                                                    | Stato       | Gioco / Sport               | Sito internet                                                                           |
| ------------------------------------------------ | -------------------------------------------------------------- | ----------- | --------------------------- | --------------------------------------------------------------------------------------- |
| Confederazione FALSAB                            | (FR) Confédération FALSAB                                      | Francia     | giochi e sport bretoni      | http://www.falsab.com/                                                                  |
| Federazione Aragonese di Sport Tradizionali      | (ES) Federación Federacion Aragonesa de Deportes Tradicionales | Spagna      | sport aragonesi             | http://www.deportestradicionales.es/ Archiviato il 16 gennaio 2016 in Internet Archive. |
| Federazione Cantabrica di Birilli                | (ES) Federación Cantabras de Bolos                             | Spagna      | birilli                     | http://www.maderadeser.com/                                                             |
| Federazione dei Giochi di Piccardia              | (FR) Fédération des Jeux de Picardie                           | Francia     | giochi e sport piccardi     |                                                                                         |
| Federazione di Boule de Fort                     | (FR) Fédération de Boule de Fort                               | Francia     | boule de fort - bocce       | http://fedebouledefort.fr/                                                              |
| Federazione Francese di Bowling e Sport a Bocce  | (FR) Fédération française de Bowling et Sports Quilles         | Francia     | bowling e altri birilli     | http://www.ffbsq.org/                                                                   |
| Federazione Internazionale del Lotte Celtico     | (EN) International Federation of Celtic wrestling              | Regno Unito | Lotte tradizionali          | http://celtic-wrestling.tripod.com/                                                     |
| Federazione Sport Tradizionali Fiamminghi        | (EN) Vlaamse Traditionele Sporten                              | Belgio      | sport fiamminghi            | http://www.vlas.be/                                                                     |
| Federazione Italiana Giochi e Sport Tradizionali | (IT) Federazione Italiana Giochi e Sport Tradizionali          | Italia      | sport tradizionali italiani | http://www.figest.it/                                                                   |
| Federaxon Esport Nothra Tera                     | (FRP) Federaxon Esport Nothra Tera                             | Italia      | sport valdostani            |                                                                                         |
| Unione delle Federazioni Sportive Basche         | (EU) Euskal Kirol Federazioen Batasuna                         | Spagna      | giochi e sport baschi       | http://euskalkirola.eus/                                                                |